# Инвестиционная политика предприятия
Инвестиционная политика предприятия — это разработка взаимосвязанных целей и задач по капитализации его активов с последующей деятельностью по их реализации в профильной и других сферах для повышения рентабельности и масштабирования предприятия на всех доступных рынках. Инвестиционная политика должна быть неотъемлемой частью стратегии развития предприятия, создавать благоприятные условия для достижения стратегических целей предприятия, при этом инвестиции не должны ограничивать возможности для решения других важных задач предприятия (социальных, политических, фискальных). Инвестиции при этом должны быть реальные — приобретение нового и модернизация функционирующего оборудования, строительство новых зданий, цехов, производственных линий, транспортно-логистических комплексов, приобретение современной техники для совершенствования IT систем в управлении и организации производственных процессов, обучение и повышение квалификации персонала, создание собственных информационно-сетевых ресурсов, таких как сайты, аккаунты и каналы в социальных сетях. Также предприятия формируют инвестиционный портфель путём приобретения ценных бумаг — акций крупных и конкурентоспособных компаний, государственных облигаций и прочих цифровых активов, к которым относятся нефиатные денежные средства, включая криптовалюту, и другие денежные дериваты. В современных условиях инвестиции принимают все большее значение, вытесняя из экономической деятельности понятия «издержки» и «расходы», поскольку грань между инвестициями и издержками, которые ведут в дальнейшем к росту доходов, уже сложно определить. К примеру, издержки на персонал включают не только формирование фонда заработной платы и социальные платежи в государственный бюджет, но и средства, направленные на повышение квалификации и получение новых компетенций, благодаря чему возможен рост производительности труда, а следовательно — повышение прибыльности предприятия, что является ключевым критерием инвестиций.